# Angulochterus
Angulochterus is een uitgestorven geslacht van wantsen uit de familie van de Ochteridae. Het geslacht werd voor het eerst wetenschappelijk beschreven door Yao in Zhang & Ren.

## Soorten
Het genus bevat de volgende soort:

- Angulochterus quatrimaculatus Yao, Zhang & Ren in Yao et al., 2011